# 威斯特法伦龙属
威斯特法伦龙（学名：Westphaliasaurus）是蛇颈龙目已灭绝的一个属，来自德国西北威斯特法伦的早侏罗世（普连斯巴奇阶）沉积物。其所知于一具接近完整且关节连接的骨骼，缺少颅骨及38%左右的前段颈椎。
其化石由业余古生物学家索恩克·西蒙斯（Sönke Simonsen）于2007年在德国北莱茵-威斯特法伦东部比勒费尔德附近的赫克斯特县发现，并由莱昂尼·施沃尔曼（Leonie Schwermann）和马丁·桑德（Martin Sander）于2011年首次命名，模式种是西氏威斯特法伦龙（Westphaliasaurus simonsensii）。属名取自威斯特法伦的拉丁化名称Westphalia及saurus（蜥蜴）。种名致敬索恩克·西蒙森。估计威斯特法伦龙长约4.5（15英尺）。